# Liujiang-Mensch

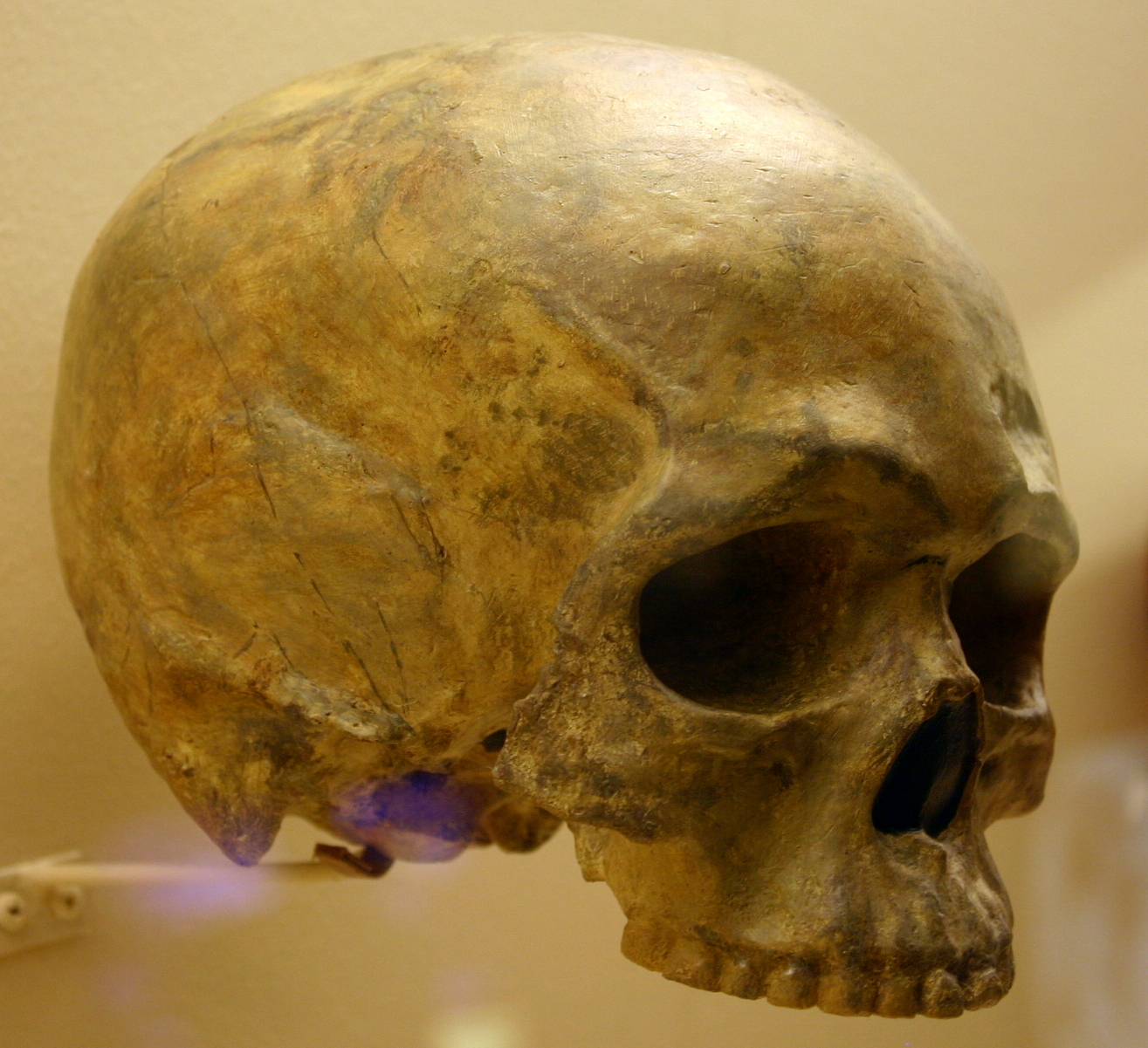
Liujiang-Mensch

Als Liujiang-Mensch (柳江人,  Liǔjiāngrén, englisch Liujiang Man) bezeichnen chinesische Forscher hominine Fossilien, die 1958 in einer Höhle bei der Ortschaft Tongtianyan (通天岩) in Liujiang im Autonomen Gebiet Guangxi der Zhuang entdeckt und zunächst ins späte Mittelpleistozän / frühe Jungpleistozän datiert wurden. Bei diesen Fossilien handelt es sich um einen vollständigen Schädel sowie um einige Knochen aus der Region unterhalb des Kopfes.
Die chinesischen Bearbeiter des Fossils ordneten es dem frühen anatomisch modernen Menschen (Homo sapiens) zu und verwiesen darauf, dass es Merkmale eines frühen Vertreters des ostasiatischen Menschentyps (in der überholten Rassentheorie Mongolide genannt) (yuánshǐ Měnggǔ rénzhǒng) aufweise. Der Minatogawa-Mensch in Japan auf den Ryūkyū-Inseln zeigt ähnlich typische ostasiatische Züge auf und ähnelt den heutigen Bewohnern Okinawas.
Der Schädel galt als möglicher Kandidat für das älteste Fossil des Homo sapiens, das in Ostasien gefunden wurde, da eine Uran-Thorium-Datierung des Gesteins, von dem man vermutete, in ihm sei das Fossil eingebettet gewesen, ein Alter von 67.000 ± 6000 Jahren ergab. Allerdings wurde bei der Bergung des Fossils versäumt, eine genaue Dokumentation der Fundschicht anzufertigen, weswegen die Uran-Thorium-Datierung nicht zwingend mit dem Fossil in Verbindung zu bringen ist. Mit Hilfe anderer Methoden wurde den Funden 2012 ein Alter zwischen 159.000 und 50.000 Jahren zugeschrieben.
2024 wurde schließlich eine neuerliche Uran-Thorium-Datierung und eine OSL-Datierung der Knochen publiziert, die ein Alter zwischen 33.000 und 23.000 Jahren ergaben.

## Belege
1. 1 2  Cihai („Meer der Wörter“), Shanghai cishu chubanshe, Shanghai 2002, ISBN 7-5326-0839-5, S. 1061.
2. ↑  Hisao Baba, Shuichiro NARASAKI: Minatogawa Man in East Asia. In: The Quaternary Research (daiyonki-kenkyu). Band 30, 1. Januar 1991, S. 221–230, doi:10.4116/jaqua.30.221 (researchgate.net [abgerufen am 27. Juli 2018]).
3. ↑  Peter Brown: The first modern East Asians? Another look at Upper Cave 101, Liujiang and Minatogawa 1. In: Keiichi Omoto (Hrsg.): Interdisciplinary Perspectives on the Origins of the Japanese. International Research Center for Japanese Studies, Kyoto 1999, S. 105–130, Volltext (PDF; 1,95 MB)
4. ↑  Darren Curnoe et al.: Human Remains from the Pleistocene-Holocene Transition of Southwest China Suggest a Complex Evolutionary History for East Asians. In: PLoS ONE 7(3): e31918, 2012, doi:10.1371/journal.pone.0031918
5. ↑  Karen Rosenburg: A Late Pleistocene Human Skeleton from Liujiang, China Suggests Regional Population Variation in Sexual Dimorphism in the Human Pelvis. In: Variability and Evolution. Band 2, 2002, S. 5–17, Volltext (PDF) (Memento vom 1. August 2018 im Internet Archive)
6. ↑  Junyi Ge et al.: New Late Pleistocene age for the Homo sapiens skeleton from Liujiang southern China. In: Nature Communications. Band 15, Artikel Nr. 3611, 2024, doi:10.1038/s41467-024-47787-3.